# قزل‌آلای رنگین‌کمان آتاباسکا
قزل‌آلای رنگین‌کمان آتاباسکا (نام علمی: Athabasca rainbow trout) نام یک زیرگونه از گونه قزل‌آلای رنگین‌کمان است.